# Бронепалубные крейсера типа «Диана»
Крейсера типа «Диана» — тип бронепалубных крейсеров Российского императорского флота, построенных в конце XIX — начале XX века. Первые серийные стальные океанские бронепалубные крейсера 1-го ранга, спроектированные и построенные в России. В русском военном флоте относились к категории «средний крейсер фрегатского ранга». В отличие от устоявшейся традиции наименования проектов по названию первого корабля серии, крейсера типа «Диана» были названы по имени второго корабля. Обозначение типа «Диана» — частный случай в истории русского военного кораблестроения, когда для обозначения типа в серии было принято название второго корабля — наиболее лаконичное и звучное. Головным кораблём в серии официально являлся крейсер «Паллада», на оконечностях его дымовых труб были нанесены самые узкие отличительные чёрные окантовки («марки»), а на дымовых трубах крейсера «Аврора» — наиболее широкие. Названные в честь древнеримских богинь, крейсера унаследовали имена от парусных фрегатов, входивших в состав флота в XIX веке. На флоте корабли этого типа прозвали «богинями отечественного производства».

## Проектирование
Внешнеполитическая обстановка, сложившаяся в конце XIX века, принуждала правительство Российской империи не только наращивать силы береговой обороны, но и создавать сильный океанский флот, в частности, крейсерские силы. К началу 1890-х годов обострившиеся противоречия с Великобританией привели к новому витку гонки военно-морских вооружений. Одновременно с заказом кораблей на иностранных верфях было принято решение осуществлять их постройку и на отечественных заводах. По указанию управляющего Морским министерством адмирала Н. М. Чихачёва Морской технический комитет 2 марта 1894 года объявил конкурс на лучший проект стального, быстроходного, бронепалубного океанского крейсера — «истребителя торговли». По итогам рассмотрения предложенных проектов три были признаны победителями, однако ни один из них так и не был реализован. Урегулировав противоречия с Англией, Российская империя столкнулась с «германской угрозой»: на Балтийском море Императорские военно-морские силы возросли как качественно, так и количественно. В качестве ответной меры российская судостроительная программа была скорректирована.
Не дожидаясь окончательных итогов конкурса, в рамках внесённых в 1895 году дополнений в двадцатилетнюю судостроительную программу 1881 года были заказаны три «карапасных крейсера», ставших впоследствии крейсерами типа «Диана». Главной целью этих дополнений «служило уравнение наших морских сил с германскими и с силами прилегающих к Балтике второстепенных государств». Наряд на проектирование и постройку новых крейсеров был 7 апреля 1895 года выдан Главным управлением кораблестроения и снабжения Морского министерства Балтийскому заводу. Тактико-технические характеристики будущих крейсеров соизмерялись с фактическими параметрами кораблей, создаваемых в крупнейшей морской державе — Великобритании; в соответствии с этим указанием предполагалось, что за основу будет взят проект одного из крейсеров, построенных в Англии за последние годы. Первоначально предполагавшийся в качестве прототипа крейсер «Астрея» был отвергнут, так как, по мнению инженеров завода, он «среди других новейших крейсеров разных наций не представляет собой тип наивыгоднейший».
В течение месяца специалисты завода выполнили и представили в Морской технический комитет три эскизных варианта крейсеров различного водоизмещения — от 4400 до 5600 тонн. Через несколько дней был добавлен ещё один разработанный вариант водоизмещением 6000 тонн, прототипом которого стал новейший английский крейсер «Тэлбот». По мнению историков, инициатором создания и главным конструктором этого проекта стал сам управляющий заводом, старший судостроитель С. К. Ратник. «В представленном Балтийским заводом проекте артиллерийское вооружение состояло из двух 203-мм и восьми 152-мм орудий, двадцати семи 57-мм орудий. Этот вариант, с учётом предписания генерал-адмирала великого князя Алексея Александровича заменить 203-мм орудия на 152-мм, и послужил основой для дальнейшей разработки».
В ходе ряда обсуждений нового типа крейсера были согласованы его главные размерения, формы обводов корпуса, расположение помещений и ряд других параметров. Неоднократно пересматривавшийся состав артиллерийского вооружения крейсеров к маю 1896 года заключал в себе 10 152-мм, 20 75-мм и восемь 37-мм орудий.
В ноябре 1896 года проект был в последний раз пересмотрен ввиду неожиданно обнаружившегося перегруза в 182 тонны. Для его устранения пришлось сократить запас угля и провизии, отказаться от использования орудийных щитов и уменьшить количество 152-мм орудий до восьми. Урезанный состав артиллерийского вооружения делал эти корабли значительно слабее послужившего для них прототипом «Тэлбота». Принятию этого решения способствовало то обстоятельство, что к концу 1896 года «германская угроза» отошла на второй план и более актуальным стало назревавшее противостояние с Великобританией. На бумаге проект превосходил все английские аналоги, а автономность плавания не играла большой роли ввиду договорённости с Францией об использовании в случае конфликта её морских баз.

## Описание конструкции
20 апреля 1896 года была рассмотрена и одобрена Комитетом исправленная по последним расчётным данным спецификация крейсера водоизмещением 6630 т, имеющего главные размерения: длину по грузовой ватерлинии 123,75 м, ширину с обшивкой 16,76 м и осадку с килем 6,4 м.

### Корпус
Корпус корабля собирался из мягкой судостроительной стали; состоял из набора, стальной обшивки, настила второго дна и имел три палубы — верхнюю, батарейную и броневую (карапасную), а также полубак и две платформы в оконечностях — носовую и кормовую. В трюме находились ещё две платформы, расположенные по одной в оконечностях; трюм делился на отделения 13 переборками. От носа до кормы непрерывно простирался вертикальный внутренний киль, приклёпанный к двухслойному горизонтальному килю. Штевни крейсеров были отлиты из бронзы. В целях снижения потерь скорости крейсеров из-за обрастания подводной части корпуса была применена обшивка деревом и медными листами. Деревянная обшивка представляла собой один слой проконопаченных тиковых досок толщиной 102 мм и шириной от 254 до 381 мм, закрепленных на корпусе с помощью сквозных бронзовых болтов.
Продольную прочность корпуса обеспечивали 135 составных шпангоутов. К набору внакрой двумя рядами заклёпок крепилась наружная стальная обшивка толщиной от 11 до 16 мм. Подводная часть корпуса была обшита 102-мм тиковыми досками и поверх них — 1-мм медными листами в целях предотвращения обрастания днища. Для снижения качки вдоль корпуса устанавливались бортовые кили из 9-мм стальных листов. Палубы и платформы были покрыты тиковым настилом; вокруг орудий верхней палубы, кнехтов и битенгов настелили 89-мм дубовые доски. Крейсера имели две мачты.

### Бронирование
Броневой пояс на крейсерах типа «Диана» не предусматривался проектом, поэтому все жизненно важные части корабля (машинные, котельные и румпельное отделения, погреба артиллерийского и минного боезапаса, центральный боевой пост, помещения подводных торпедных аппаратов) прикрывались карапасной защитной палубой, выложенной из 38-мм плит в горизонтальной части и постепенно утолщающейся до 63,5 мм к бортам и оконечностям.
Боевая рубка, размещавшаяся на втором ярусе носовой надстройки, обшивалась 152-мм броневыми плитами. Кожухи дымовых труб, шахты элеваторов, приводы систем управления над броневой палубой прикрывались 38-мм броневой защитой. Единственным прикрытием артиллерии являлась 16-мм стальная «кормовая защита», предназначенная для закрытия прислуги орудий от осколков.

### Вооружение

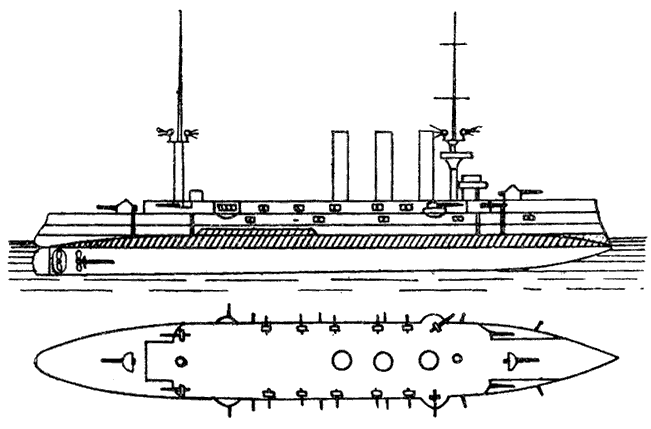
Крейсер типа «Диана». Схема

#### Артиллерийское

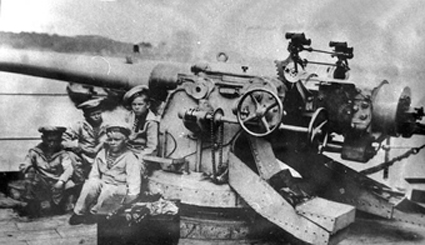
152-мм пушка Канэ крейсера «Диана»

Артиллерийское вооружение крейсеров типа «Диана» согласно окончательному варианту проекта состояло только из скорострельных орудий: восьми 152-мм патронных орудий системы Канэ с длиной ствола 45 калибров в палубных установках, двадцати четырёх 75-мм пушек Канэ с длиной ствола 50 калибров и восьми одноствольных 37-мм пушек Гочкиса. Кроме того, в состав артиллерийского вооружения входили две десантные 63,5-мм пушки системы Барановского на колёсных лафетах, предназначенные для усиления корабельного десанта. Все орудия, кроме десантных пушек, были поставлены Обуховским заводом.
Главный калибр корабля размещался в палубных установках: на полубаке и юте находились соответственно погонное и ретирадное орудия, ещё шесть пушек попарно находились побортно на спонсонах за полубаком, в корме и на 45-м шпангоуте. 75-мм орудия, считавшиеся противоминным калибром, располагались побортно на верхней и батарейной палубах, обеспечивая обстрел по всему горизонту. 37-мм орудия были установлены на боевом марсе фок-мачты и на мостиках корабля.
Боезапас хранился в трюме под броневой палубой в четырёх специально оборудованных погребах. Для 152-мм орудий предполагалось иметь на борту 1414 выстрелов, для 75-мм — 6240 выстрелов (для 75-мм орудий отсутствовали фугасные снаряды), а в носовом погребе находились 3600 снарядов для 37-мм пушек.
Приборы управления артиллерийским огнём на крейсерах были поставлены Петербургским электромеханическим заводом «Н. К. Гейслер и К°» и позволяли регулировать как стрельбу отдельных орудий или плутонгов, так и корабля в целом.
| Калибр, мм                         | 152                   | 75        | 37   |
| Длина ствола в калибрах            | 45                    | 50        | 23   |
| Масса ствола, кг                   | 5810 — 6290           | 880 — 910 | 33   |
| Начальная скорость снаряда, м/с    | 792                   | 823       | 440  |
| Максимальная дальность стрельбы, м | 10 970                | 7870      | 2780 |
| Масса снаряда/ВВ, кг               | 41,4/ 1,2(Бр); 2,7(Ф) | 4,9/ 0,05 | 0,5  |
| Скорострельность, выстр./мин       | 6                     | 10        | 20   |

#### Минное
В состав вооружения будущих крейсеров ещё на раннем этапе проектирования были включены надводные торпедные аппараты. В начале 1897 года целесообразность их установки была впервые поставлена под сомнение, поскольку опыт японо-китайской войны показал опасность надводных торпедных аппаратов во время артиллерийского боя. В проект крейсеров типа «Диана» были своевременно внесены соответствующие изменения, и в результате корабли получили вооружение, состоящее из трёх 381-мм торпедных (минных) аппаратов: одного надводного выдвижного, расположенного в форштевне корабля, и двух подводных траверзных щитовых, установленных на носовой платформе. Наводка минных аппаратов производилась корпусом корабля с помощью размещённых в боевой рубке прицелов.
Боезапас торпедных аппаратов составлял восемь самодвижущихся мин Уайтхеда. Кроме того, на крейсерах должны были находиться 35 сферических мин заграждения для установки с минного плотика или барказов.

### Энергетическая установка
Три трёхлопастных гребных винта диаметром 4,09 м приводились в действие тремя паровыми трёхцилиндровыми машинами тройного расширения суммарной проектной мощностью 11 610 л. с. (3×3870) с частотой вращения валов 135 об/мин. Они должны были обеспечить крейсеру скорость 20 узлов при давлении пара 12,9 атм.

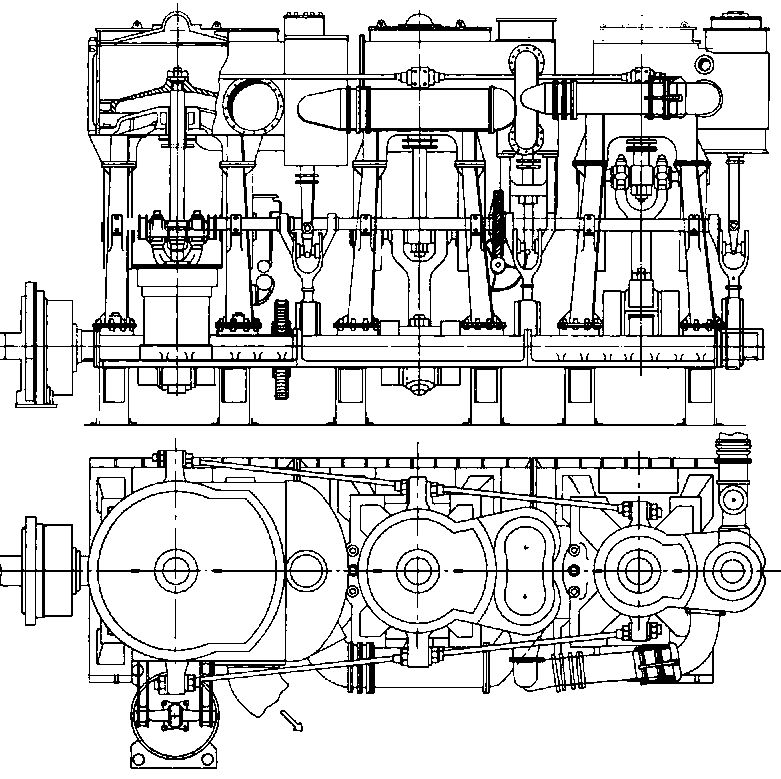
Главная паровая машина крейсеров типа «Диана»

Котлы системы Бельвиля без экономайзеров, имевшие рабочее давление 17,2 атм, размещались в трёх котельных отделениях. По восемь котлов находились в носовом и кормовом отделениях, шесть — в среднем(24 котла по восемь в каждом отделении). Свежий пар в каждый из главных механизмов подавался через детандер, в котором давление понижалось с 17,2 атм в главном паропроводе до 12,9 атм на входе в паровую машину. Общая площадь колосниковых решёток была 108 м², общая поверхность нагрева 3355 м². Каждая машина имела по три цилиндра, диаметром 800, 1273 и 1900 мм, рассчитанные на рабочее давление 12,9 атм (высокое), 5,5 атм (среднее) и 2,2 атм (низкое) соответственно. Уголь загружался в ямы (12 нижних и 2 верхних), находившиеся в межбортовом пространстве у котельных отделений, а также в расположенные между броневой и батарейной палубами в районе машинных отделений восемь угольных ям для запасного топлива. В соответствии со спецификацией, угля должно было хватать на 4000 миль плавания 10-узловым ходом.
Крейсера оснащались тремя трёхлопастными бронзовыми винтами, конструкция которых позволяла изменять шаг винта.
Также корабли типа «Диана» были оснащены паровыми динамо-машинами общей мощностью 336 кВт, вырабатывающих постоянный ток напряжением 105 В.

### Системы и устройства
Впервые в русском флоте на крейсерах типа «Диана» была применена водоотливная система, построенная по автономному принципу. Откачивание воды производилось восемью водоотливными турбинами (электрические центробежные насосы). Впоследствии у системы были выявлены существенные недостатки, которые удалось устранить только на «Авроре» перед её уходом на Дальний Восток в составе Второй Тихоокеанской эскадры.
Для выполнения различных задач каждый из крейсеров оснащался двумя паровыми катерами, двумя барказами и двумя гребными катерами. Кроме того, на борту кораблей находились по два вельбота и яла. Подъём и спуск паровых катеров осуществлялся механически, остальных плавсредств — вручную.
Для внутрикорабельной связи применялись переговорные трубы и звонки, а при отказе технических средств нередко прибегали к посыльным.
Пожарная система включала в себя проложенную под броневой палубой вдоль правого борта магистральную трубу и две паровые помпы. На случай возникновения пожара в угольных ямах существовала система паротушения.
Электрический рулевой привод для «Дианы» изготовила фирма «Унион», для «Паллады» — Балтийский завод, для «Авроры» — фирма «Сименс и Гальске». Такая разнотипность была обусловлена в первую очередь стремлением специалистов найти наилучший вариант для дальнейшего использования в отечественном флоте.
На каждом крейсере серии находились противоминные сети, предназначенные для использования при стоянке корабля на якоре на открытом рейде.

### Управление кораблём
Управление кораблём в бою должно было осуществляться из боевой рубки, где были сосредоточены все необходимые для этого технические средства. В центральном посту, куда планировалось перевести управление в случае выхода из строя боевой рубки, были продублированы все эти системы (кроме прицелов минных аппаратов). В обычных условиях управление кораблём производилось из ходовой рубки, расположенной на ходовом мостике. На верхней палубе под боевой рубкой находилась штурманская рубка, а в кормовой части — запасная штурманская рубка. Исследователи отмечают большую живучесть управления рулём корабля: пять постов обеспечивали возможности управления крейсером по следующим вариантам:
- с помощью электродвигателя румпельного устройства,
- с помощью электродвигателя управления золотниками паровой машины,
- с помощью механического привода, воздействующего на золотники паровой рулевой машины,
- с помощью штурвала в румпельном отделении, непосредственно с помощью электродвигателя рулевого устройства,
- с помощью только штурвала в румпельном отделении (при отсутствии электропитания).

### Экипаж и условия обитания
По штату экипаж крейсеров насчитывал 20 офицеров и 550 кондукторов и нижних чинов. Кроме того, корабли рассчитывались на размещение флагмана со штабом; для этой цели существовали специальные кабинеты и спальни, размещённые по правому борту в кормовой части. Шестнадцать офицерских кают также были размещены в корме корабля по обоим бортам. В середине офицерских помещений находилась кают-компания, ближе к средней части корабля располагались камбуз, лазарет и хлебопекарня. Носовую часть занимали помещения команды.

### Модернизации

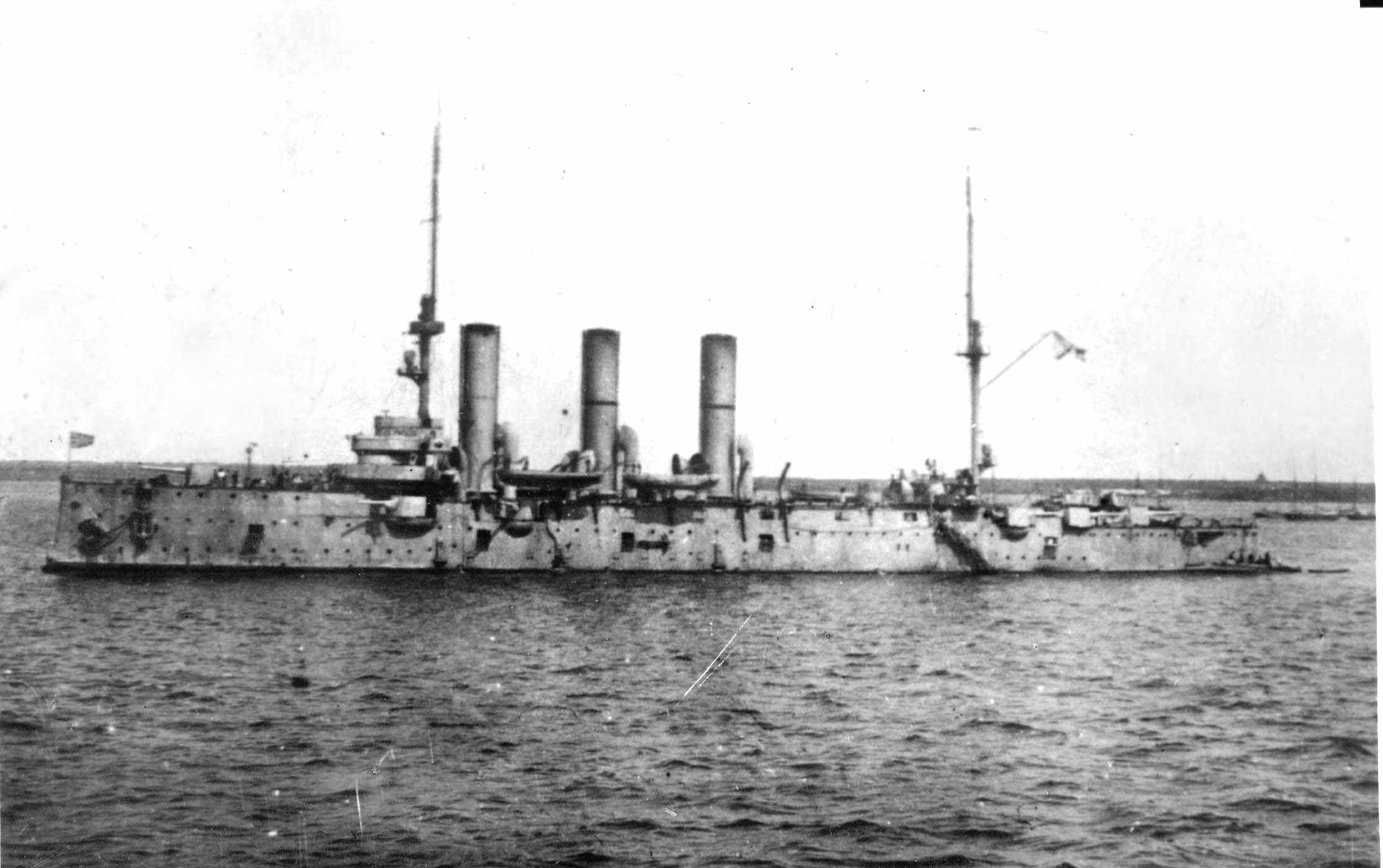
«Диана», вооружённая 130-мм орудиями

В ходе эксплуатации крейсеров были выявлены многочисленные недостатки, которые старались устранить на всём протяжении службы кораблей. Тем не менее, внесённые конструктивные изменения не могли коренным образом улучшить проект, устаревший к началу XX века.
Вооружение кораблей типа «Диана» за годы службы претерпевало наиболее существенные изменения. Первой подверглась небольшим доработкам артиллерийская часть «Авроры»: незадолго до ухода на Дальний Восток в составе Второй Тихоокеанской эскадры крейсер получил броневые щиты толщиной в один дюйм (25,4 мм) для установок главного калибра (за исключением орудий второй носовой пары). На носовом мостике появились два пулемёта Максима, а конструкция портов 75-мм пушек последнего крейсера серии была пересмотрена и немного изменена ещё в 1902 году.
В 1907 году, после возвращения «Авроры» и «Дианы» с русско-японской войны, с них удалили всю малокалиберную артиллерию («Диана» оставила противоминную артиллерию на сухопутном фронте Порт-Артура) и демонтировали элеватор на фор-марс. Четыре 75-мм орудия «Авроры» были заменены на два 152-мм. Корабли лишились не нашедших применения торпедных аппаратов и мин заграждения.
1914 год «Диана» встретила без артиллерии: крейсер предполагалось перестроить в учебно-артиллерийский корабль, вооружив новейшими 130-мм орудиями. Начавшаяся война повлекла за собой спешное вооружение «Дианы» восемью 120-мм пушками, нашедшимися на складе. В октябре того же года крейсер вместо 120-мм пушек получил десять 152-мм орудий, снятых с учебного корабля «Император Александр II».
В 1915 году оба крейсера получили оборудование для постановки 150 мин заграждения образца 1908 года. Вместо 16 75-мм орудий на «Авроре» установили четыре дополнительных 152-мм. Оставшиеся 75-мм пушки располагались на верхней палубе, а для защиты от авиации на корабле появилась автоматическая пушка Виккерса. «Диана» тем временем вместо 152-мм получила новые 130-мм пушки, большая часть 75-мм артиллерии при этом так же была демонтирована. Таким образом, к лету 1915 года «Аврора» имела на вооружении 14 152-мм и 4 75-мм, а «Диана» — 10 130-мм и 4 75-мм орудия. Во время службы крейсеров в Або-Оландских шхерах на «Диану» и «Аврору» установили фор-тралы, шарнирно закреплённые на форштевне.
К 1941 году используемая в качестве плавбазы «Аврора» располагала разнообразной артиллерией, в числе которой, по некоторым данным, было орудие Б-13 первой серии в 50 калибров, а зенитная группа была представлена 8 орудиями и пулемётами.

## Постройка и испытания
23 мая 1897 года в Санкт-Петербурге состоялись торжественные мероприятия по случаю закладки великим князем Алексеем Александровичем трёх новых бронепалубных крейсеров: на Галерном островке — головного корабля серии «Паллады» и «Дианы»; в Новом Адмиралтействе — «Авроры». Названия для крейсеров выбирал лично император Николай II.
Наибольший объём работ по формированию корпусов «Паллады» и «Дианы» пришёлся на 1898 год, так как к этому времени были завершены решения основных технических и организационных вопросов. Стапельный период постройки, продолжавшийся более трёх лет, завершился для «Паллады» 14 августа, а «Дианы» — 30 сентября 1899 года. К этому времени принимается решение об отправке этих крейсеров на Дальний Восток; на «Авроре» пока что только заканчивались строительные работы.
«Паллада» и «Диана» соответственно 14 августа и 10 октября 1901 года смогли выйти на испытания. Энергетические установки обоих крейсеров показали хорошие данные; так, три главные паровые машины «Паллады» развили суммарную мощность, более чем на 10 % превосходящую требования спецификации. Однако во время испытаний на скорость хода оба корабля не смогли достичь проектной 20-узловой скорости. «У „Паллады“ средняя наибольшая скорость при водоизмещении 6722 т равнялась 19,17 уз, „Диана“ в ходе испытаний, имея водоизмещение 6657 т, достигла лишь 19-узлового рубежа». В ходе испытаний стрельбой на кораблях были выявлены существенные недостатки по артиллерийской части. Их постарались избежать и исправить на достраивавшейся «Авроре». После подъёма затопленной в Порт-Артуре «Паллады» и последовавшего дорогостоящего ремонта, «Цугару» (так был переименован «Паллада» в японском флоте), вышел на ходовые испытания, на которых развил ход 21,85 узла. Новым хозяевам потребовалось: избавить корабль от дифферента на нос (посадки «свиньёй»), тщательно отрегулировать машины и подобрать оптимальный шаг винтов.
10 октября 1902 года начались испытания «Авроры», в ходе которых крейсер на мерной миле развил 19,66 узла, но лишь на короткое время. Повторные испытания окончились совершенно неудовлетворительно, поэтому корабль не был принят в казну, а дальнейшие пробы перенесены на следующий год. 14 июля 1903 года крейсеру так и не удалось достичь контрактной скорости, но совокупность показанных результатов позволила принять «Аврору» в казну.

## Служба

Бронепалубные крейсера типа «Диана» в различные периоды службы
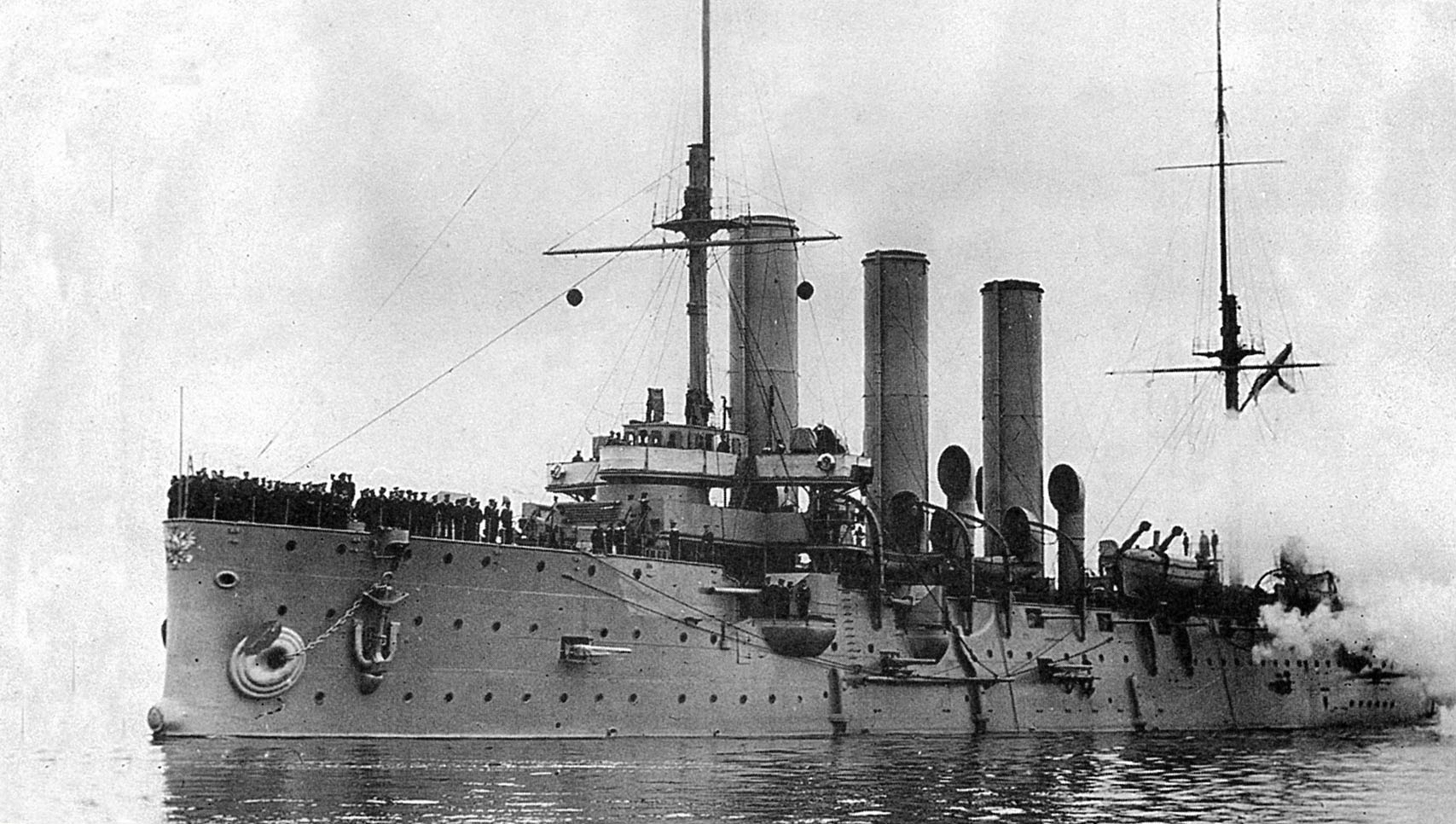
«Диана» в 1908 году
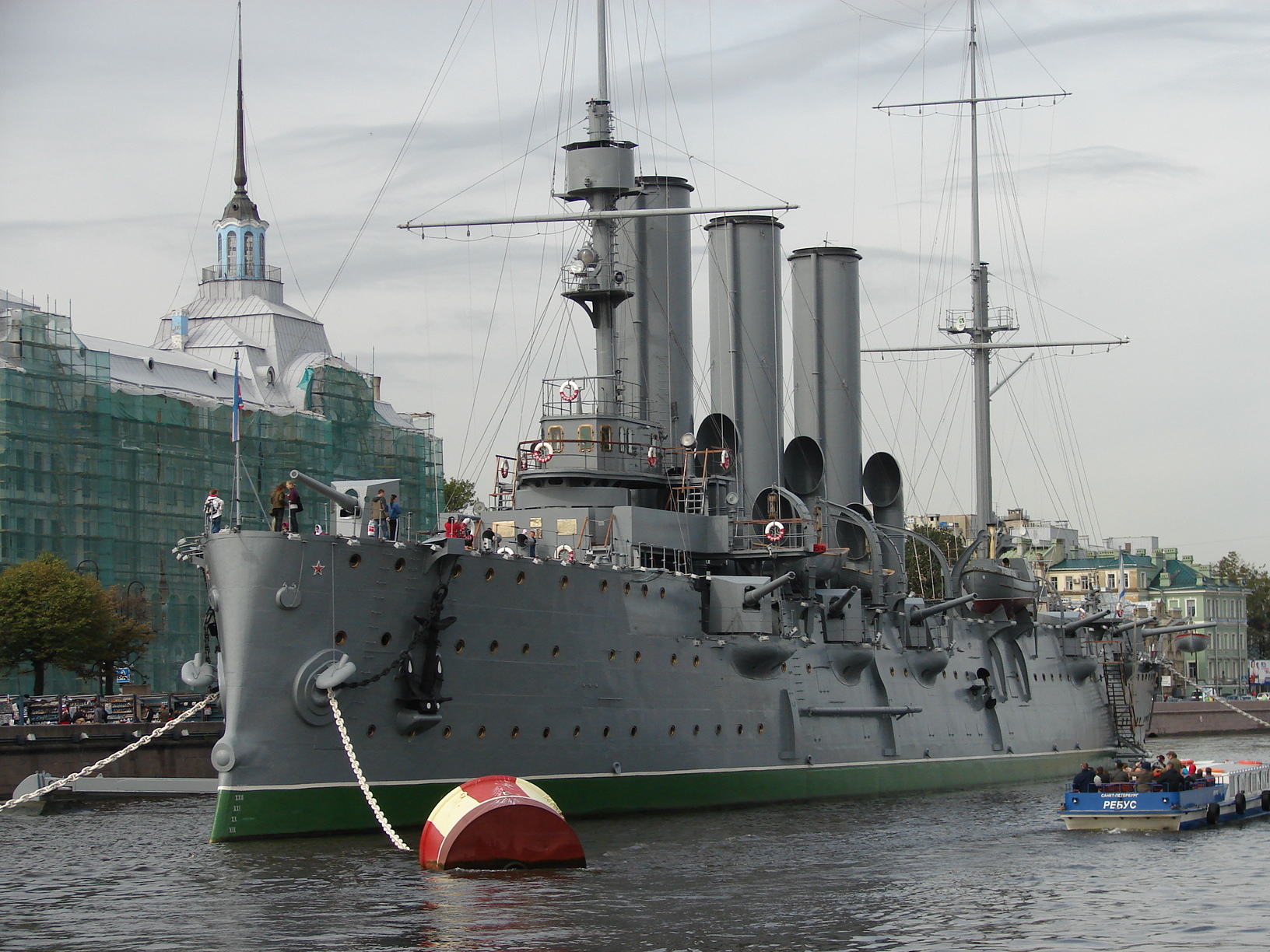
«Аврора» — крейсер-музей
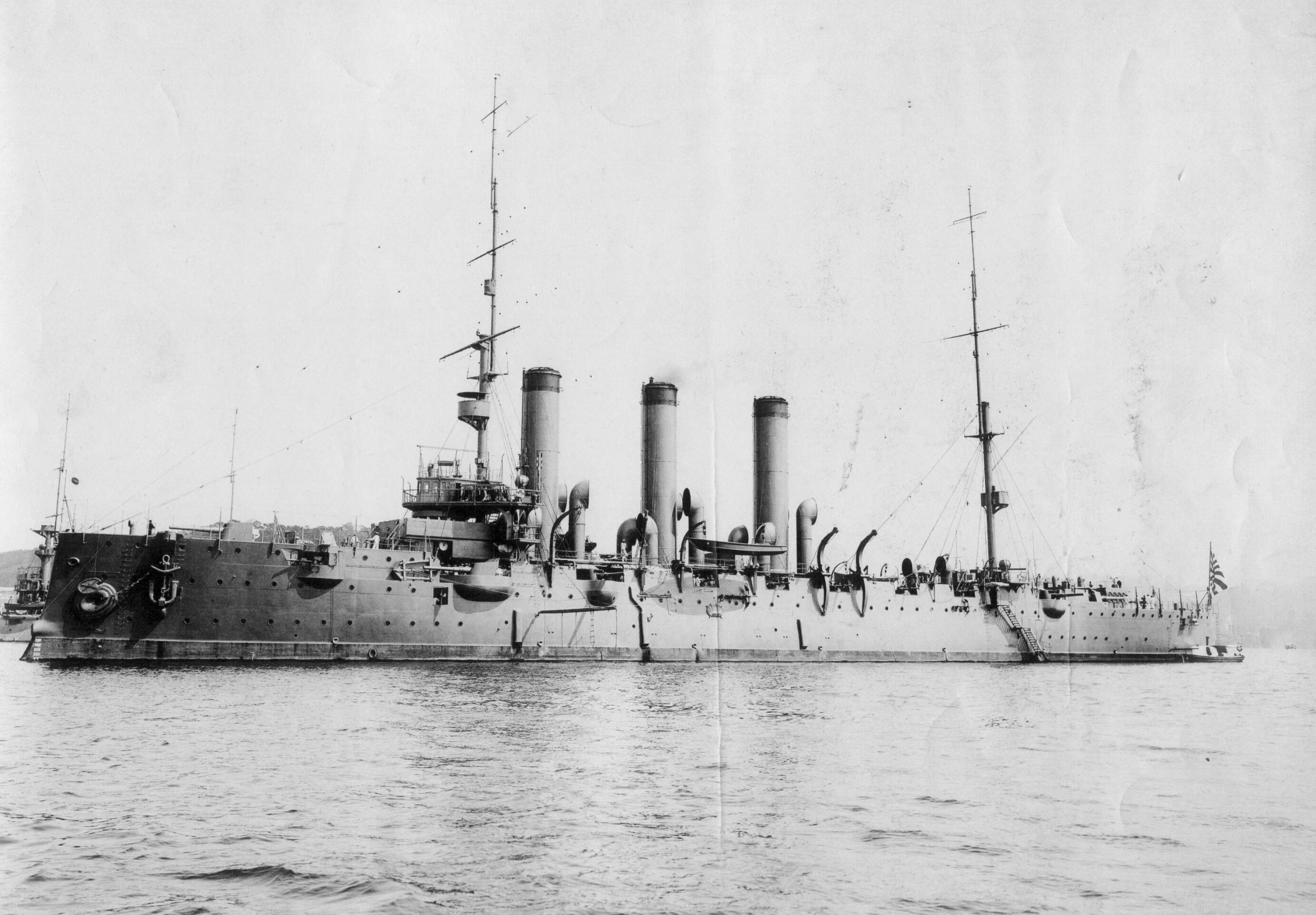
«Цугару» в 1908 году

| Дата закладки       | 23 мая 1897 года                                            | 23 мая 1897 года                          | 23 мая 1897 года                                            |
| Дата спуска на воду | 30 сентября 1899 года                                       | 11 мая 1900 года                          | 14 августа 1899 года                                        |
| Дата ввода в строй  | 11 декабря 1901 года                                        | 17 июля 1903 года                         | май 1901 года                                               |
| Судьба              | 21 ноября 1925 года исключён из состава РККФ и сдан на слом | Используется по настоящее время как музей | 7 мая 1924 года потоплен морской авиацией в качестве мишени |

### «Диана»
27 апреля 1896 года зачислен в списки судов Балтийского флота, 23 мая 1897 года заложен на эллинге Галерного острова в Санкт-Петербурге, спущен на воду 30 сентября 1899 года, вступил в строй 11 декабря 1901 года.
После вступления в строй крейсер направился на Дальний Восток в составе отряда контр-адмирала Э. А. Штакельберга. Прибыв в Порт-Артур, принял активное участие в манёврах Первой Тихоокеанской эскадры. Проводивший смотр судов эскадры генерал-адъютант Е. И. Алексеев крайне негативно отозвался о прибывших «Диане» и «Палладе»:
Крейсера 1-го ранга «Диана» и «Паллада», выстроенные на казенной верфи в Санкт-Петербурге, значительно отстали от своих иностранных сотоварищей по всем частям, как в отношении хода и артиллерии, так и законченности и обдуманности проекта, а также и выполнения работ. Так, например, еще в Кронштадте комиссия указала, что контрактное число сил достигается без четырех котлов, таким образом, они являются лишним грузом. Между тем, для полного комплекта артиллерийских снарядов места не нашлось и патронные погреба расположены частью рядом с котлами. Морские качества тоже не высоки, так как крейсера зарываются носом, ход же полный не достигает 20-ти узлов.
С января по июль 1904 года участвовал в русско-японской войне, находясь в осаждённой крепости. После боя в Жёлтом море ушёл в Сайгон и был интернирован местными властями до окончания военных действий. После войны вернулся на Балтийское море, в Кронштадте прошёл ремонт и перевооружение. В период Первой мировой войны участвовал в набеговых операциях на коммуникации противника, нёс дозорную службу, прикрывал минно-заградительные действия лёгких сил флота. С мая 1918 года по 9 ноября 1922 года находился в Кронштадтском военном порту на долговременном хранении. 21 ноября 1925 года исключён из состава РККФ.

### «Аврора»
6 апреля 1897 года зачислен в списки судов Балтийского флота, 23 мая 1897 года заложен на эллинге Нового Адмиралтейства в Санкт-Петербурге, спущен на воду 11 мая 1900 года, вступил в строй 17 июля 1903 года.
В ходе русско-японской войны входил в состав Второй Тихоокеанской эскадры и принял участие в Цусимском сражении. После боя ушёл в Манилу и был интернирован местными властями до окончания военных действий. После войны вернулся на Балтийское море, в Кронштадте прошёл ремонт и перевооружение. В период Первой мировой войны участвовал в набеговых операциях на коммуникации противника, нёс дозорную службу, прикрывал минно-заградительные действия лёгких сил флота. Известен своим участием в Октябрьской революции: холостым выстрелом из носового орудия крейсер подал сигнал к штурму Зимнего дворца.
В ноябре 1922 года переклассифицирован в учебный корабль. В годы Великой Отечественной войны затонул в Ораниенбауме от попаданий немецких снарядов. После подъёма и реконструкции используется по настоящее время как музей.

### «Паллада»
23 мая 1897 года заложен на эллинге Галерного острова в Санкт-Петербурге, спущен на воду 14 августа 1899 года, вступил в строй в 1901 году.
После вступления в строй крейсер направился на Дальний Восток в составе отряда контр-адмирала Э. А. Штакельберга. Прибыв в Порт-Артур, принял активное участие в манёврах Первой Тихоокеанской эскадры. В первую ночь русско-японской войны получил торпедное попадание и надолго вышел из строя. 28 июля 1904 года после боя в Жёлтом море вернулся в Порт-Артур, где затонул 25 ноября 1904 года во время обстрела внутренней гавани. 12 сентября 1905 года поднят японцами и переоборудован в учебный корабль «Цугару». На испытаниях после подъёма и ремонта (который продлился пять лет) «Цугару» развил скорость почти 22 узла. Какое-то время пробыв учебным крейсером, «Цугару» был переоборудован в минный заградитель. 7 мая 1924 года потоплен в качестве мишени.

## Оценка проекта
Постройка крейсеров типа «Диана» стала первым опытом отечественного судостроения в серийном создании кораблей такого класса. По механизации и электрификации оборудования данные корабли на момент вступления в строй превосходили все построенные в России корабли. Тем не менее, многие устройства отличались крайней непродуманностью и неоптимальностью, а сама конструкция крейсеров этого типа в ряду «одноклассников», строившихся, в том числе и для России, не может быть признана удачной. Как отмечали современники, уже на момент вступления в строй крейсера типа «Диана» могли считаться морально устаревшими: длительная постройка кораблей привела к их устареванию на стапеле. К концу XIX века скорость 20 узлов была недостаточной для крейсера, а слабое вооружение делало новые русские корабли заведомо уступающими всем потенциальным противникам. Кроме того, служба этих кораблей показала недостаточную вместимость угольных ям, а значит, сниженную дальность плавания. Таким образом, крейсера типа «Диана» практически не имели никаких достоинств, но обладали целым рядом значительных недостатков.
Куда большую пользу крейсера «Диана», «Аврора» и «Цугару» принесли в качестве учебных кораблей на русском, советском и японском флоте. Они стали тем местом, где готовили будущих офицеров.
| Сравнительные ТТХ бронепалубных крейсеров конца XIX века | Сравнительные ТТХ бронепалубных крейсеров конца XIX века | Сравнительные ТТХ бронепалубных крейсеров конца XIX века | Сравнительные ТТХ бронепалубных крейсеров конца XIX века | Сравнительные ТТХ бронепалубных крейсеров конца XIX века | Сравнительные ТТХ бронепалубных крейсеров конца XIX века | Сравнительные ТТХ бронепалубных крейсеров конца XIX века | Сравнительные ТТХ бронепалубных крейсеров конца XIX века |
| Характеристики                                           | «Тэлбот»                                                 | «Хоук»                                                   | «Диана»                                                  | «Герта»                                                  | «Хайфлайер»                                              | «Такасаго»                                               | «Д’Антркасто»                                            |
| -------------------------------------------------------- | -------------------------------------------------------- | -------------------------------------------------------- | -------------------------------------------------------- | -------------------------------------------------------- | -------------------------------------------------------- | -------------------------------------------------------- | -------------------------------------------------------- |
| Годы строительства                                       | 1894—1896                                                | 1889—1893                                                | 1896—1901                                                | 1896—1898                                                | 1897—1899                                                | 1896—1898                                                | 1894—1899                                                |
| Водоизмещение, т                                         | 5600                                                     | 7700                                                     | 6731                                                     | 5660                                                     | 5690                                                     | 5260                                                     | 7995                                                     |
| Длина между перпендикулярами, м                          | 106                                                      | 118                                                      | 122                                                      | 109                                                      | 113                                                      | 118                                                      | 117                                                      |
| Энергетическая установка, л. с.                          | 8000                                                     | 12 000                                                   | 11 600                                                   | 10 000                                                   | 10 000                                                   | 15 500                                                   | 14 500                                                   |
| Скорость, узлов                                          | 19                                                       | 20                                                       | 19                                                       | 19                                                       | 20                                                       | 22,5                                                     | 19,2                                                     |
| Запас угля нормальный/полный, т                          | 550/1075                                                 | 850/1250                                                 | 800/1070                                                 | 500/950                                                  | 600/1125                                                 | 350/1000                                                 | 650/980                                                  |
| Артиллерийское вооружение                                | 5 × 152-мм 6 × 120-мм 8 × 76-мм 6 × 47-мм 1 × 12-фунт    | 2 × 234-мм 10 × 152-мм 12 × 57-мм                        | 8 × 152-мм 24 × 75-мм 8 × 37-мм 2 × 63,5-мм              | 2 × 210-мм 8 × 150-мм 10 × 88-мм 10 × 37-мм              | 11 × 152-мм 8 × 76-мм 6 × 47-мм 1 × 12-фунт              | 2 × 203-мм 10 × 120-мм 12 × 76-мм 6 × 42-мм              | 2 × 240-мм 12 × 138-мм 12 × 47-мм 6 × 37-мм              |
| Бортовой залп                                            | 3 × 152-мм 3 × 120-мм 4 × 76-мм                          | 2 × 234-мм 5 × 152-мм 6 × 57-мм                          | 5 × 152-мм 12 × 75-мм                                    | 2 × 210-мм 4 × 150-мм 5 × 88-мм                          | 6 × 152-мм 4 × 76-мм                                     | 2 × 203-мм 5 × 120-мм 6 × 76-мм                          | 2 × 240-мм 6 × 138-мм                                    |
| Экипаж, чел.                                             | 450                                                      | 544                                                      | 570                                                      | 477                                                      | 450                                                      | 425                                                      | 559                                                      |